# Теодосия Арсаберина
Теодосия (* ок. 775; † след 825) е византийска императрица, съпруга на император Лъв V Арменец.

## Произход и ранни години
Дъщеря е на Арсабер, византийски патриций. Името на баща ѝ е посочено в хрониката на Йосиф Генезий и в тази на Продължителя на Теофан. За майката на Теодосия няма никакви сведения. Името на Арсабер загатва арменски произход. Според някои учени семейството на Теодосия произхожда от благородническата арменска фамилия на Камсараканите.
През 808 г. бащата на Теодосия застава начело на неуспешен бунт срещу Никифор I. След неуспеха на опита за свалянето на Никифор I Арсабер е принуден да се замонаши.

## Брак с Лъв V Арменец
Теодосия е омъжена за Лъв V още докато той заема длъжността стратег при император Никифор I. Лъв се възкачва на престола през 813 г. след абдикацията на Михаил I Рангаве.
Теодосия ражда на Лъв V четири деца:
- Константин, съимператор на Лъв V от 814 до 820.
- Василиий
- Григорий
- Теодосий

Предполага се, че Лъв и Теодосия имат и дъщеря, но оскъдните сведения не потвърждават със сигурност това предположение.

## Последни години
След убийството на Лъв V на Коледа 820 г., новият император Михаил II заповядва синовете на Теодосия да бъдат кастрирани, след което цялото семейство е заточено на остров Проти. Йоан Зонара съобщава, че на Теодосия ѝ е разрешено да вземе на острова част от личното имущество на Лъв V и да притежава лична прислуга. Теодор Студит изпраща писмо до детронираната императрица някъде между 821 и 826 г. След 826 г. името на Теодосия престава да фигурира в историческите хроники.